# Székelyföldvár

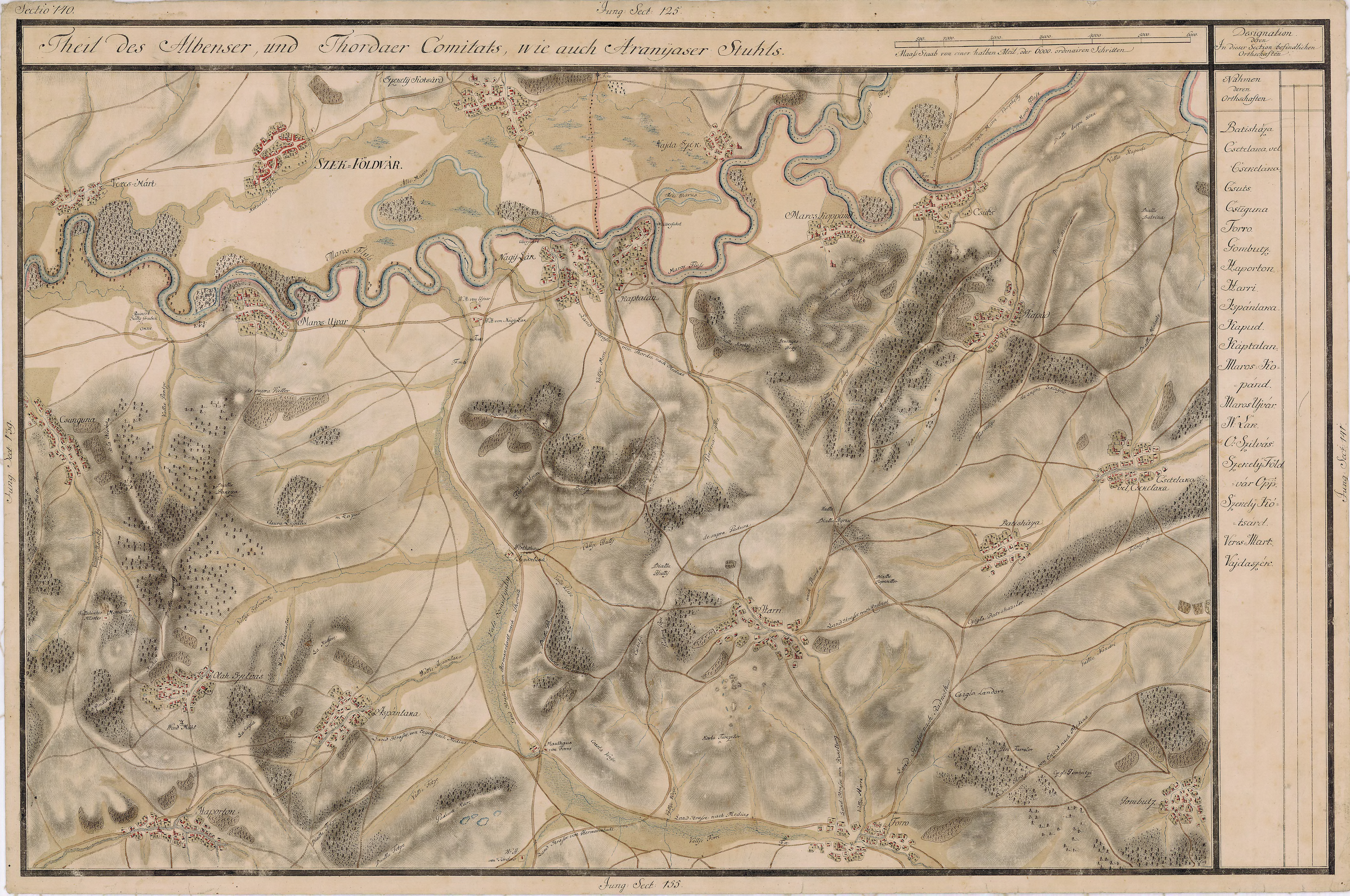
Székelyföldvár környéke 1770 körül

Székelyföldvár (románul Războieni-Cetate, németül Kaltherberg): falu Romániában Fehér megyében. Közigazgatásilag Marosújvárhoz tartozik.

## Fekvése
A falu Nagyenyedtől 20 km-re északkeletre a Keresztesmező déli végében a Székelyföldvári- (Vit-) patak mellett települt. Marosújvártól 3 km-re északra a Maros túloldalán fekszik.

## Története
1291-ben Feuldwar néven említik először. Nevét feltehetően egy Árpád-kori földvárról kapta, amelyet székelyek védtek, ennek azonban nyoma sem maradt. Középkori temploma helyett 1856 és 1864 között újat emeltek. Pápai Páriz Ferenc, a későbbi enyedi professzor, 1677-ben, örökséget szerez Székelyföldváron, és itt házat is épít. 1662-1848 között 7 székelyföldvári diák tanul az enyedi Bethlen Kollégiumban. 1910-ben 1115 lakosából 679 román és 420 magyar volt, de 1930-ra magyar lakossága 16-ra csökkent. 1992-ben 1508-an, nagy többségben románok lakták. A trianoni békeszerződésig Torda-Aranyos vármegye Felvinci járásához tartozott.